# Amerykański Komitet do Zbadania Zbrodni Katyńskiej

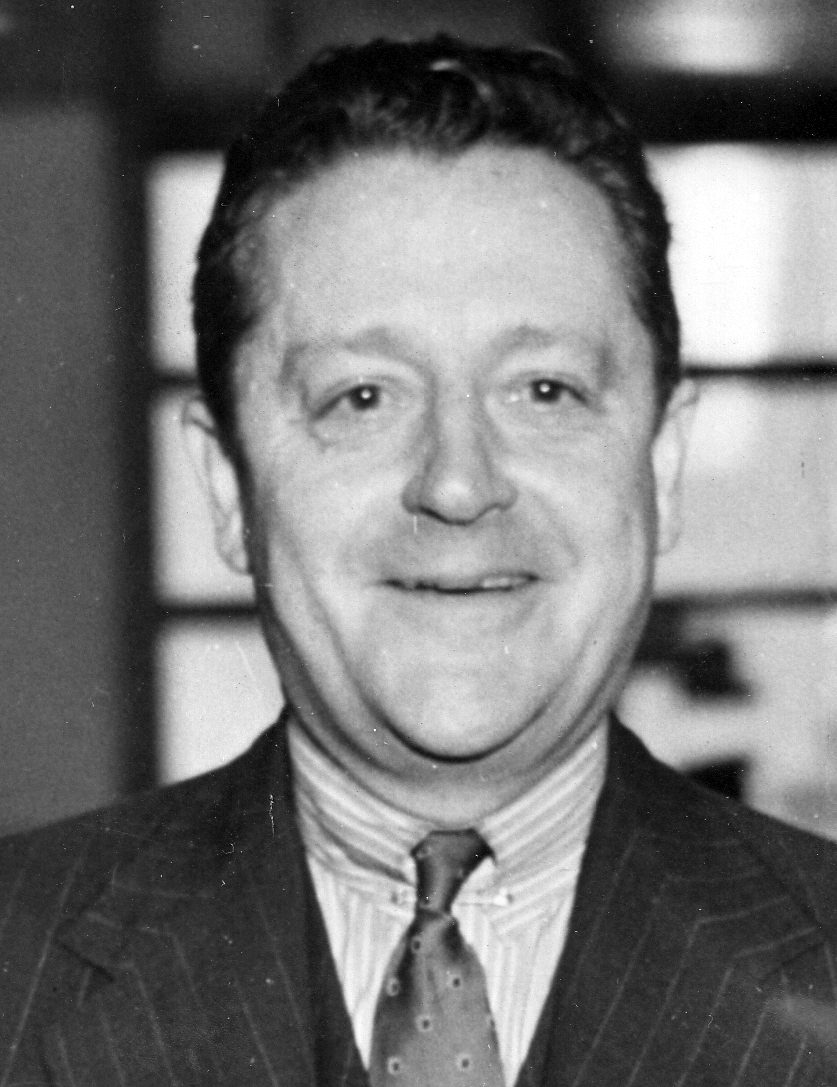
Arthur Bliss Lane, przewodniczący Komitetu

Amerykański Komitet do Zbadania Zbrodni Katyńskiej (ang. American Committee for the Investigation of the Katyn Massacre) – organizacja społeczna działająca w latach 1949–1952 w Stanach Zjednoczonych, powołana z inicjatywy grupy wybitnych osobistości amerykańskiego życia publicznego w celu zbadania zbrodni katyńskiej popełnionej w 1940 roku przez radziecką policję polityczną NKWD na polskich jeńcach wojennych.

## Działalność
Zebranie założycielskie Komitetu odbyło się w listopadzie 1949 roku w hotelu Waldorf-Astoria w Nowym Jorku. Komitet, działający pod przewodnictwem amerykańskiego dyplomaty Arthura Bliss Lane, gromadził dokumenty związane ze zbrodnią katyńską i dotarł do świadków mających wiedzę o sprawie; m.in. odnalazł amerykańskiego podpułkownika Johna Van Vlieta, przywiezionego przez Niemców do Katynia w 1943 roku. Dzięki naciskom Komitetu, wspierającego zaangażowanych w tę sprawę amerykańskich kongresmenów (George A. Dondero i John D. Lodge), w kwietniu 1950 roku szef wywiadu United States Army poprosił ppłk. Van Vlieta o odtworzenie jego raportu na temat zbrodni katyńskiej, który zniknął w niejasnych okolicznościach z archiwów Pentagonu (raport ten wskazywał na winę ZSRR). Komitet nawiązał również kontakt z członkami Międzynarodowej Komisji Lekarskiej, którzy badali w 1943 roku masowe groby w Katyniu. Działalność Komitetu była finansowana z dotacji Polaków mieszkających w Stanach Zjednoczonych; nie otrzymywał on wsparcia rządowego.
Amerykański Komitet do Zbadania Zbrodni Katyńskiej współpracował z Kongresem Polonii Amerykańskiej, publikował książki i artykuły na temat Katynia, starając się zwrócić uwagę amerykańskiej opinii publicznej na tę sprawę. Odegrał dużą rolę w powołaniu Specjalnej Komisji Śledczej Kongresu Stanów Zjednoczonych do Zbadania Zbrodni Katyńskiej (tzw. Komisji Maddena). W związku z powołaniem Komisji Maddena Komitet uległ samorozwiązaniu w dniu 15 stycznia 1952 roku.

## Władze i członkowie Komitetu
W skład władz Komitetu wchodzili:
- Arthur Bliss Lane – prezes
- Max Eastman – wiceprezes
- Dorothy Thompson – wiceprezes
- Julius Epstein – sekretarz wykonawczy
- Montgomery M. Green – skarbnik

Pozostałymi członkami Komitetu byli:
- Constance Brown
- George Creel
- ks. John F. Cronin
- gen. William J. Donovan
- Allen W. Dulles
- James A. Farley
- Blair F. Gunther
- Sol M. Levitas
- Clare Booth Luce
- Karol Rozmarek
- Alfred Schwarzenbach
- George E. Sokolsky
- Virginia Starr Freedom
- James A. Walsh